# Florence Arthaud

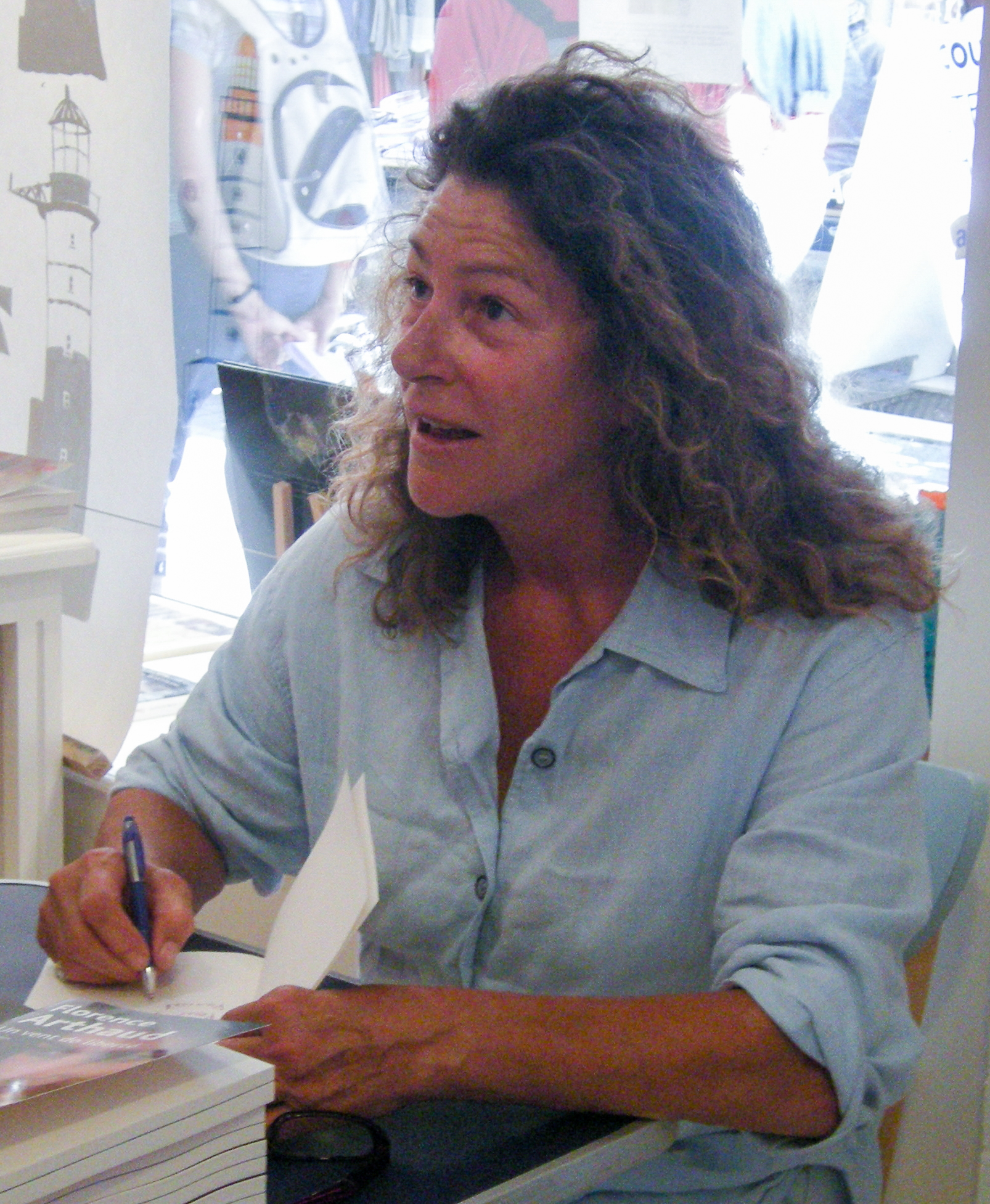
Florence Arthaud signerar sin självbiografi Un vent de liberté i en bokhandel i Paimpol (Frankrike), 2009.

Florence Arthaud (franskt uttal: [floʁɑ̃s aʁto]), född 28 oktober 1957 i Boulogne-Billancourt i Frankrike, död 9 mars 2015 i La Rioja i Argentina, var en fransk seglare. År 1990 blev hon den första kvinnan att vinna den transatlantiska ensamkappseglingen Route du Rhum vilket gjorde henne enormt populär i Frankrike.

## Biografi
Florence Arthauds farfar Benjamin Arthaud och hennes far Jacques Arthaud var förläggare som ägde det franska bokförlaget Arthaud. Under 1960-talet lanserade Jacques Arthaud en serie böcker med temat havet. Han gav ut bland andra böcker av den franske seglaren Éric Tabarly.
År 1978, vid 21 års ålder, tävlade Florence Arthaud i den första upplagan av Route du Rhum och slutade på elfte plats. Hon deltog i Route du Rhum igen 1982 och 1986, då hon försökte rädda Loïc Caradec efter att hans båt kapsejsat i dåligt väder. Arthaud fick syn på båten 300 sjömil väster om Portugal, men Caradecs kropp hittades aldrig.
Bästa resultat fick hon 1990. I augusti satte hon rekord i hastighet över Atlanten för ensamseglare på tiden 9 dagar 21 timmar och 42 minuter. I november vann hon som första kvinna den fjärde upplagan av Route du Rhum. Den franska sporttidningen L'Équipe utvalde henne till årets bästa franska idrottare.
Trots detta fick hon det svårt att hitta sponsorer i följande åren. Tillsammans med Jean Le Cam slutade hon på andra plats i Transat AG2R 1996. Följande år tillhörde hon besättningen när Bruno Peyron vann Transpacific Yacht Race. Det blev hennes sista betydande resultat.
År 2009 publicerades hennes självbiografi Un vent de liberté. Totalt skrev hon fyra böcker varav den sista gavs ut efter hennes död. Arthaud avled i en helikopterolycka i Argentina tillsammans med bland andra idrottarna Alexis Vastine och Camille Muffat. De var på väg för att medverka i ett TV-program tillsammans. Hon efterlämnade en dotter.